# Bendik
Silje Halstensen (Bergen, 4 mei 1990), beter bekend als Bendik, is een Noorse muzikant. Ze heeft tot nu toe zes studioalbums uitgebracht en werd in 2014, 2016 en 2019 genomineerd voor de Spellemann-prijs, de meest prestigieuze Noorse muziekprijs. Muzikaal beweegt ze zich tussen popmuziek en elektronische muziek.

## Biografie
Bendik werd geboren in Bergen, waar ze tot haar zevende woonde. Samen met haar moeder verhuisde ze daarna naar Bodø, terwijl haar vader vanwege zijn baan bij TV 2 in Bergen bleef wonen. Op de middelbare school studeerde Bendik muziek en zat ze in de klas bij Petter Unstad van de band Kråkesølv en zanger Sondre Justad. Aan de NTNU in Trondheim behaalde ze later, in 2012, een bachelor in muziektechnologie. In datzelfde jaar verscheen Bendiks debuutalbum Drømmen gjør meg ingenting ('De droom doet me niets'). Tussen de verschillende studioalbums door verscheen er tevens een twintigtal singles, waarvan 'Perfekt' uit 2018 met 13 miljoen streams veruit haar meest gestreamde nummer werd, gevolgd door 'Siste gang' ('Laatste keer') uit 2015 met 3,8 miljoen streams (geraadpleegd mei 2024).

## Discografie

### Studioalbums
- 2012: Drømmen gjør meg ingenting
- 2014: No går det over
- 2016: Fortid
- 2019: Det går bra
- 2020: Sove
- 2022: Liv

### Singles
- 2011: 'Stille'
- 2012: 'Og at den som miste drømmene skulle bli meg'
- 2012: 'Forsvinne'
- 2013: 'Jeg tror det blir bra igjen'
- 2014: 'Hjertebank og kulde'
- 2014: 'Slippe'
- 2015: 'Siste gang'
- 2015: 'Knust glass'
- 2016: 'Kriger'
- 2016: 'Fortid'
- 2018: 'Perfekt'
- 2018: 'Tro meg'
- 2019: 'Din hånd'
- 2019: 'Bror'
- 2020: 'For seint'
- 2021: 'Føles sånn her'
- 2021: 'Hymnen'
- 2021: 'Komme hjem' (met Eirik Aas)
- 2021: 'Neste år' (met Eirik Aas)
- 2022: 'Her hos deg'

- Bibsys: 8057140
- MusicBrainz: e38766dc-e709-47f3-85c1-cf84857c280d
- Virtual International Authority File: 143145969949732250349